# Уранак (ТВ емисија)
Уранак (стилизовано као УранаК1) је српски обавештајни и ток јутарњи телевизијски шоу који се емитује на каналу К1. Емитује се од 7. децембра 2020. године. Водитељке шоуа су Јована Јоксимовић и Мања Грчић, а од 8. фебруара 2021. им се придружује и Бојана Бојовић. 
Уранак1 је створен након преласка водитељке Јоване Јоксимовић са канала Прва на канал К1. Иако се спекулисало да би њен колега у шоуу бити њен ранији колега Срђан Предојевић, он је изјавио да неће учествовати у шоуу, те је најављено да ће други водитељ бити Мања Грчић. Са Прве су, заједно са Јованом Јоксимовић, дошле и уреднице емисије Јутро Аида Ђедовић и Татјана Спалевић, као и неколицина других новинара.
У почетку се емитовао сваког радног дана од 7:25 до 11:00, а од 13. марта 2021. се, у истом термину, емитује и викендом. Водитељ викенд издања је Бојана Бојовић.
Од јула 2021. Јовану Јоксимовић је заменио Драго Јовановић, а Бојана Бојовић води емисију и петком уместо Мање Грчић. 
Од септембра 2021. Јована Јоксимовић и Драго Јовановић су водитељи радним данима, а Бојана Бојовић сваког викенда. Мања Грчић више није водитељ Уранка, а постаје водитељ нове емисије Ми данас са Ивон Јафали.
Од септембра 2022. године, Уранак се емитује само радним данима.